# Гингрич, Ньют
Ньютон Лерой «Ньют» Гингрич (англ. Newton Leroy "Newt" Gingrich; род. 17 июня 1943, Гаррисберг, Пенсильвания, США) — американский политик, писатель, публицист и бизнесмен. Бывший спикер Палаты представителей Конгресса США (1995—1999).

## Политическая деятельность
В прошлом профессор истории (обладатель докторской степени по истории). Вошёл в историю США как идеолог «республиканской революции» — в 1994 году Республиканская партия впервые за четыре десятилетия получила контроль над Палатой представителей США (плюс 54 места в палате представителей — итого 230, при минимуме большинства — 218 мест и 53 места в Сенате при минимуме большинства — 51 место), используя в качестве собственной программы манифест политика «Контракт с Америкой». В 1995 году журнал Тайм назвал его «человеком года». В конце того же 1995 года между Гингричем и президентом Биллом Клинтоном произошли серьёзные разногласия по поводу формирования федерального бюджета 1996 года. Республиканское большинство отклонило постановление президента об увеличении социальных расходов, а Клинтон наложил вето на решение оппонентов. Выход из тупика так и не был найден, что сказалось на рейтинге Клинтона, да и республиканцы на выборах 1996 года потеряли 8 мест в палате представителей. В 1996 году Гингрич был награждён дипломом «Хранитель Огня» от Центра политики безопасности США.
Ньют Гингрич был одним из инициаторов импичмента Биллу Клинтону, но так как это решение было крайне непопулярно, республиканцы во время очередных промежуточных выборах 1998 года потеряли 5 мест в палате представителей. Гингрич после этой неудачи подал в отставку с должности спикера и ушёл из парламента. (Однако импичмент Клинтону всё же обсуждался в палате представителей и был одобрен в декабре 1998-го).
Последние годы Гингрич выступает как политический аналитик и комментатор. В 2011 году выдвинул свою кандидатуру на очередных президентских выборах от штата Джорджия. Является последовательным и жёстким критиком администрации Барака Обамы.
21 января 2012 года одержал уверенную победу на республиканских праймериз в штате Южная Каролина.

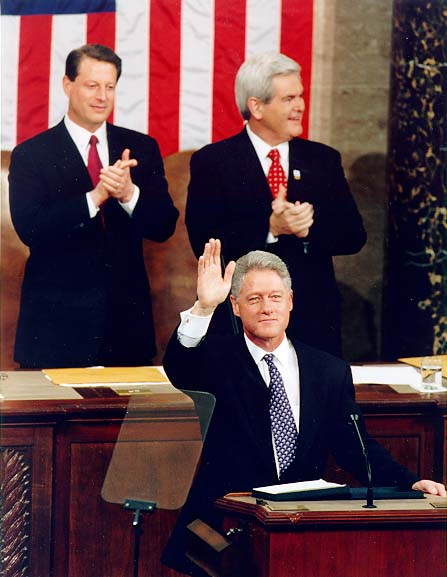
Вице-президент Альберт Гор, Президент Билл Клинтон и Ньют Гингрич. «Послание Америке», февраль 1997 года.

В настоящее время старший сотрудник Американского института предпринимательства (англ. American Enterprise Institute).

### Президентская кампания 2012
Журналисты уже в марте 2011 года объявили об участии Ньюта Гингрича в президентской гонке 2012 года, но официально он вступил в кампанию 11 мая 2011 года, объявив об этом посредством Twitter и Youtube. По данным сайта www.realclearpolitics.com его национальный рейтинг был на уровне 5—10 % до ноября 2011 года, в ноябре же рейтинг Гингрича вырос до 35 % и первого места среди кандидатов-республиканцев. Однако в дальнейшем поддержка снизилась и составила около 25 %, и второго места в опросах. Гингрича в итоге опередил только экс-губернатор Массачусетса Митт Ромни.
Ньют терпит поражение на первых праймериз в Айове (4-е место) и Нью-Гэмпшире (4-е место), но берёт верх в Южной Каролине. Постепенно он становится третьим из кандидатов-республиканцев — после Ромни и экс-сенатора от Пенсильвании Рика Санторума. Ещё один его успех на праймериз — победа в «супервторник» 6 марта 2012 года в штате Джорджия, который он 20 лет представлял в Конгрессе.
«Незабываемой шумной» называет его кампанию Жак Берлинерблау.

## Политические взгляды
Гингрич — ярко выраженный право-консервативный политик, что не мешало ему причислять себя в 2000-х годах к «республиканцам Рузвельта» несмотря на их прогрессивизм. Он против абортов, излишних расходов на охрану окружающей среды и на «социалку», однополых браков и нелегальной миграции; за бескомпромиссную борьбу с терроризмом Гингрич поддерживает создание федерального законодательства, которое запретило бы применение шариата в судах в любой юрисдикции в Соединённых Штатах. Во внешней политике Гингрич сторонник «жёстких решений» по отношению к «странам-изгоям». Ньют Гингрич негативно отзывается о деятельности президента Барака Обамы, открыто называл его «самым радикальным президентом за всю историю» и утверждал, что необходимо «спасти Америку» и остановить «светскую социалистическую машину Обамы». Гингрич охарактеризовал защиту прав пациента и проект закона «О заботе» как цитата: «ведущий Америку к авторитаризму, тоталитаризму и к концу демократии». Также экс-спикер был раскритикован в 2010 году Энди Кардом, главой аппарата Белого дома Джорджа Буша мл. Из замечаний, которые бывший чиновник сделал во время интервью с «National Review» по поводу крайне спорных высказываний Гингрича: «если [Обама] так вне нашего понимания, что только если Вы понимаете кенийское, антиколониальное поведение, Вы можете сопоставить [его действия]?… Это и есть — самая точная, модель его поведения». Кард охарактеризовал эти комментарии как «вредные для республиканцев», пытающихся победить на промежуточных выборах.

### Экономика
Гингрич поддерживает частный бизнес и его свободу от государственного вмешательства. К последнему относится повышение налогов, которые впоследствии расходуются на социальные пособия и тем самым создаётся спрос на нищету.

## Интересы
- Гингрич увлекается палеонтологией[28] и астрономией[29][30].

## Религиозные убеждения
Ньют вырос в лютеранской семье. С момента окончания школы он являлся южным баптистом, однако 29 марта 2009 года перешёл в конфессию своей жены Каллисты Бисек — католицизм. Это решение было окончательно принято в 2008 году, во время визита Папы Римского Бенедикта XVI в США.

## Личная жизнь
- Трижды женат. От первого брака 2 дочери.
- Старшая дочь Кэти Гингрич Лабберс — президент Гингрич Коммуникейшнс[35] и младшая Джеки Гингрич Кашмен — автор, консервативный обозреватель, и политический комментатор[36], чьи книги включают 5 принципов для успешной жизни, в соавторстве с Ньютом Гингричем.
- В 1998 году уличён во внебрачной связи с Каллистой Бисек, ставшей его третьей супругой.
- Сестра Ньюта Гингрича Кандис Гингрич не скрывает своей гомосексуальности и активно участвует в борьбе за равноправие геев и лесбиянок[37].